# 日本化学工業協会
一般社団法人日本化学工業協会（にほんかがくこうぎょうきょうかい、英称:Japan Chemical Industry Association (JCIA)）は、東京都中央区に本部を置く化学製品製造業者等により構成される業界団体である。略称は日化協。
化学工業に関する調査・研究、情報・資料の収集などを主な事業とする。日本化学会や新化学技術推進協会等と共に国際化学オリンピックへ代表生徒を派遣している。戦中に発足した化学工業統制会を前身としており、鉄鋼業における日本鉄鋼連盟、石油精製・元売業における石油連盟に相当する組織である。

## 本部所在地
- 〒104-0033　東京都中央区新川一丁目4番1号

## 会員
- 企業会員としては化学メーカー及び製薬企業及び石油関連企業の他に、三菱商事、丸紅等の卸売業者等を含めた181社が加盟している。また、団体会員として石油連盟、石油化学工業協会等の77団体が加盟している。

## 組織
- 会長・代表理事　
  - 岩田圭一（住友化学株式会社　代表取締役会長）
- 副会長・代表理事
  - 橋本修   （三井化学株式会社　代表取締役社長執行役員）
  - 長谷部佳宏（花王株式会社　代表取締役　社長執行役員）
  - 後藤禎一（富士フイルムホールディングス株式会社　代表取締役社長・CEO）
  - 野田和宏（株式会社日本触媒 代表取締役社長 / 社長執行役員）
- 理事
  - 工藤幸四郎（旭化成株式会社　代表取締役社長）
  - 島村琢哉（AGC株式会社　取締役 兼 会長）
  - 藤井一彦（株式会社カネカ 代表取締役社長）
  - 堀哲朗   （JSR株式会社　代表取締役・CEO・社長執行役員）
  - 加藤敬太（積水化学工業株式会社　代表取締役社長)
  - 小河義美（株式会社ダイセル 取締役会長）
  - 猪野薫   （DIC株式会社　代表取締役会長）
  - 石田郁雄（デンカ株式会社　代表取締役社長）
  - 桒田守   （東ソー株式会社　代表取締役社長 社長執行役員）
  - 沢村孝司（日油株式会社　代表取締役社長）
  - 川村茂之（日本化薬株式会社　代表取締役社長）
  - 伊佐早禎則（三菱ガス化学株式会社　代表取締役　社長）
  - 筑本学　（三菱ケミカル株式会社　代表取締役社長）
  - 西田祐樹（UBE株式会社　代表取締役社長）
  - 髙橋秀仁（株式会社レゾナック・ホールディングス　代表取締役社長）
- 業務執行理事
  - 進藤秀夫（一般社団法人日本化学工業協会 専務理事）
  - 安藤洋　（一般社団法人日本化学工業協会 常務理事）
  - 半田繁　（一般社団法人日本化学工業協会 常務理事）
  - 須方督夫（一般社団法人日本化学工業協会 常務理事）
  - 石井浩　（一般社団法人日本化学工業協会 常務理事）
- 監事
  - 髙村美己志（東亞合成株式会社　代表取締役会長CEO）
  - 横田浩　（株式会社トクヤマ 代表取締役社長執行役員）

## 沿革
- 1942年（昭和17年）10月 ‐ 日本化学統制会設立。
- 1948年（昭和23年）4月 ‐ 日本化学工業協会設立。
- 1991年（平成3年）6月 ‐ 社団法人日本化学工業協会に改組。
- 2011年（平成23年）4月 ‐ 一般社団法人日本化学工業協会に改組。